# Džordž Vestinghaus
Džordž Vestinghaus (engl. George Westinghouse, 6. oktobar 1846 — 12. mart 1914) je bio američki preduzetnik, pronalazač i inženjer, jedan od pionira električne industrije.
Vestinghaus je bio glavni Edisonov konkurent u razvoju i primeni električne energije u širokoj potrošnji na američkom tlu; dok je Tomas Edison forsirao primenu jednosmerne struje, Vestinghaus je pokušavao, a na kraju i uspeo, da dokaže da je naizmenična struja bolja i lakša za proizvodnju, potrošnju, ali i održavanje opreme i uređaja koji je proizvode i eksploatišu.
Godine 1911, Vestinghaus je primio Edisonovu medalju Američkog instituta inženjera elektrotehnike (AIEE) „za zaslužna ostvarenja u vezi s razvojem sistema naizmenične struje”.

## Rane godine
Džordž Vestinghaus je rođen 1846. u Central Bridžu u Njujorku (videti rodno mesto Džordža Vestinghausa mlađeg i dom za dečaštvo), kao sin Emelin (Veder) i Džordža Vestinghausa starijeg, vlasnika mašinske radnje. Njegovi preci su došli iz Vestfalije u Nemačkoj, pri čemu su se prvo preselili u Englesku, a zatim emigrirali u SAD. Prezime je anglikovano iz Westinghausen.
Od mladosti, Vestinghaus je ispoljio talent za mašineriju i vođenje posla. Kada je izbio građanski rat 1862. godine, 15-godišnji Vestinghaus se prijavio u Nacionalnu gardu Njujorka i služio je sve dok ga roditelji nisu podstakli da se vrati kući. Sledeće godine je ubedio roditelje da mu dozvole da se ponovo prijavi, nakon čega se pridružio četi M 16. njujorške konjice i dobio unapređenje u čin kaplara. U decembru 1864. dao je ostavku armiji da bi se pridružio mornarici, služeći kao vršilac dužnosti trećeg pomoćnog inženjera na topovnjači USS Maskuta do kraja rata. Nakon okončanja vojne službe u avgustu 1865. vratio se porodici u Šenektadi i upisao se na Junion koledž. Izgubio je interesovanje za nastavni plan i program i odustao je u prvom mandatu.
Vestinghaus je imao 19 godina kada je stvorio svoj prvi izum, rotacionu parnu mašinu. Takođe je osmislio Vestinghaus farmersku mašinu. Kada je imao 21 godinu, izumeo je „zamenjivač vagona“, uređaj za vraćanje vagona koji iskoče iz šina na šine, i reverzibilnu žabu, uređaj koji se koristi sa skretnicom za usmeravanje vozova na jedan od dva koloseka.

## Vazdušne kočnice
Otprilike u to vreme, bio je svedok železničke kolizije u kojoj su dvoje mašinovođa videli jedan drugog, ali nisu uspeli da zaustave svoje vozove na vreme koristeći postojeće kočnice. Kočničari su morali da trče od vagona do vagona, po putanji povrh vagona, ručno primenjujući kočnice na svakom vagonu.
Godine 1869, sa 22 godine, Vestinghaus je izumeo železnički kočnički sistem koji koristi komprimovani vazduh. Vestinghausov sistem je koristio kompresor na lokomotivi, rezervoar i poseban ventil na svakom vagonu, i jednu cev koja se proteže duž voza (sa fleksibilnim vezama) koja je istovremeno dopunjavala rezervoare i kontrolisala kočnice, omogućavajući mašinovođi da primeni i otpusti kočnice istovremeno na svim vagonima. To je pouzdan sistem, jer svako pucanje ili prekid veze u cevi voza aktivira kočnice u celom vozu. Patentirao ga je Vestinghaus 28. oktobra 1873. godine.
Vestinghaus je težio mnogim poboljšanjima železničkih signala (koji su tada koristili uljane lampe). Godine 1881. osnovao je kompaniju Junion skretnica i signal za proizvodnju svojih izuma za signalizaciju i skretanje.

## Saradnja sa Teslom
Vestinghaus je bio pobornik naizmenične struje na osnovu saradnje sa Nikolom Teslom i verujući u Tesline ideje i pronalaske. Pružio je podršku Tesli, uveren da njegovo obrtno magnetno polje ima budućnost. Time je omogućio napredak u elektrotehnici.
Njegova je kompanija sagradila na Nijagari prvu hidroelektranu s polifaznim sistemima na osnovu Teslinih ideja.
Posle toga Tesline ideje i pronalasci o naizmeničnoj struji su našle primenu u celom svetu.

## Patenti
- U.S. Patent 34.605, vijači žita i semena
- U.S. Patent 106.899, poboljšanja u parnoj mašini i pumpi
- U.S. Patent 109.695, poboljšanje atmosferskih kočionih cevi automobila
- U.S. Patent 136.631, poboljšanje spojnica parne kočnice
- U.S. Patent 149.901, poboljšanje ventila za kočione cevi za tečnost
- U.S. Patent 159.533, pneumatska pumpa
- U.S. Patent 218.149, poboljšanje kočionog aparata pod pritiskom tečnosti
- U.S. Patent 280.269, regulator pritiska tečnosti
- U.S. Patent 366.362, električni pretvarač
- U.S. Patent 399.639, sistem distribucije električne energije
- U.S. Patent 314.089, sistem za zaštitu železničkih pruga i gasovoda
- U.S. Patent 400.420, merač fluida
- U.S. Patent 425.059, mehanizam za automatsko kočenje pod pritiskom tečnosti
- U.S. Patent 427.489, brojilo naizmenične struje
- U.S. Patent 437.740, automatska kočnica pod pritiskom
- U.S. Patent 446.159, prekidač i signalni aparat
- U.S. Patent 454.129, spojnica za cevi
- U.S. Patent 497.394, provodna električna železnica
- U.S. Patent 499.336, aparat za vuču za automobile
- U.S. Patent 543.280, električna lampa sa žarnom niti
- U.S. Patent 550.465, električna železnica
- U.S. Patent 579.506, uređaj za pribiranje struje za železnička vozila
- U.S. Patent 595.007, elevator
- U.S. Patent 595.008, električna železnica
- U.S. Patent 609.484, automatska kočnica pod pritiskom
- U.S. Patent 672.114, vučni uređaj za železničke vagone
- U.S. Patent 672.117, uređaj za vuču i poliranje
- U.S. Patent 676.108, električni železnički sistem
- U.S. Patent 687.468, uređaj za vuču i poliranje
- U.S. Patent 727.039, uređaj za vuču i poliranje
- U.S. Patent 922.827, zupčanik
- U.S. Patent 995.508, turbina sa elastičnim fluidom
- U.S. Patent 1.119.913, električna železnica

## Literatura
- American Society of Mechanical Engineers, Transactions of the American Society of Mechanical Engineers. The electrification of Railways, G. Westinghouse. Page 945+.
- Fraser, J. F. (1903). America at work. London: Cassell. 1906.. Cassell. Page 223+.
- Leupp, Francis E (1918). George Westinghouse; his life and achievements. Boston: Little, Brown and Company.
- Hubert, P. G. (1894). Men of achievement. Inventors. New York: New York, C. Scribner's sons. 1896.. Charles Scribner's Sons. Page 296+.
- Jonnes, Jill (2003). Empires of Light: Edison, Tesla, Westinghouse, and the Race to Electrify the World. New York: Random House. ISBN 978-0-375-75884-3.
- Klein, Maury (2009). The Power Makers: Steam, Electricity, and the Men Who Invented Modern America. New York: Bloomsbury Press. ISBN 978-1596916777.
- Moran, Richard (2002). Executioner's Current: Thomas Edison, George Westinghouse, and the Invention of the Electric Chair. New York: Alfred A. Knopf. ISBN 978-0-375-72446-6.
- New York Air Brake Company. (1893). Instruction book. Duquesne Printing & Publishing Co. 1893.. 1893.
- Prout, Henry G (1921). A Life of George Westinghouse..
- Westinghouse Air Brake Company. (1882). Westinghouse automatic brake. (ed., Patents on p. 76.)
- Bradley, Robert L., Jr. (2011). Edison to Enron: Energy Markets and Political Strategies. New York: John Wiley & Sons. ISBN 978-0-47091-736-7.
- Brandon, Craig (1999). The Electric Chair: An Unnatural American History. Jefferson, N.C.: McFarland & Co. ISBN 978-0-58538-476-4.
- Essig, Mark (2009). Edison and the Electric Chair: A Story of Light and Death. New York: Bloomsbury Publishing USA. ISBN 978-0-80271-928-7.
- Higonnet, Patrice L. R.; Landes, David S.; Rosovsky, Henry (1991). Favorites of Fortune: Technology, Growth, and Economic Development Since the Industrial Revolution. Cambridge, Massachusetts: Harvard University Press. ISBN 978-0-67429-520-9.
- Hughes, Thomas Parke (1993). Networks of Power: Electrification in Western Society, 1880–1930. Baltimore, Maryland: Johns Hopkins University Press. ISBN 978-0-80182-873-7.
- Jonnes, Jill (2003). Empires of Light: Edison, Tesla, Westinghouse, and the Race to Electrify the World. New York: Random House. ISBN 978-0-37550-739-7.
- Klein, Maury (2010). The Power Makers: Steam, Electricity, and the Men Who Invented Modern America. New York: Bloomsbury Publishing USA. ISBN 978-1-59691-834-4.
- McNichol, Tom (2006). AC/DC: The Savage Tale of the First Standards War. New York: John Wiley & Sons. ISBN 978-0-7879-8267-6.
- Moran, Richard (2007). Executioner's Current: Thomas Edison, George Westinghouse, and the Invention of the Electric Chair. New York: Knopf Doubleday Publishing Group. ISBN 978-0-37572-446-6.
- Rockman, Howard B. (2004). Intellectual Property Law for Engineers and Scientists. Wiley-IEEE Press. ISBN 978-0-471-44998-0.
- Skrabec, Quentin R. (2007). George Westinghouse: Gentle Genius. New York: Algora Publishing. ISBN 978-0-87586-404-4.
- Skrabec, Quentin R. (2012). The 100 Most Significant Events in American Business: An Encyclopedia. Santa Barbara, California: ABC-CLIO. ISBN 978-0-31339-863-6.
- Stross, Randall E. (2007). The Wizard of Menlo Park: How Thomas Alva Edison Invented the Modern World. New York: Crown Publishers. ISBN 978-1-40004-762-8.
- Berton, Pierre (1997). Niagara: A History of the Falls. New York: Kodansha International. ISBN 978-1-56836-154-3.
- Bordeau, Sanford P. (1982). Volts to Hertz—the rise of electricity: from the compass to the radio through the works of sixteen great men of science whose names are used in measuring electricity and magnetism. Minneapolis, Minnesota: Burgess Pub. Co. ISBN 978-0-80874-908-0.
- Edquist, Charles; Hommen, Leif; Tsipouri, Lena J. (2000). Public technology procurement and innovation. Economics of science, technology, and innovation. 16. Boston: Kluwer Academic. ISBN 978-0-79238-685-8.
- „A new system of alternating current motors and transformers”. The Electrical Engineer. London, UK: Biggs & Co.: 568–572 18. 5. 1888.
- „Practical electrical problems at Chicago”. The Electrical Engineer. London, UK: Biggs & Co.: 458–459, 484–485 & 489–490 12. 5. 1893.
- Foster, Abram John (1979). The Coming of the Electrical Age to the United States. New York: Arno Press. ISBN 978-0-40511-983-5.

## Spoljašnje veze
- Westinghouse Corporation
- Booknotes interview with Jill Jonnes on Empires of Light: Edison, Tesla, Westinghouse and the Race to Electrify the World, October 26, 2003.
- ANC Explorer – Westinghouse's grave at Arlington National Cemetery